# استان چوپاکا
استان چوپاکا (به اسپانیایی: Provincia de Chupaca) یکی از استان های پرو است که در منطقه خونین واقع شده‌است. استان چوپاکا ۱٬۱۵۳٫۰۵ کیلومتر مربع مساحت و ۵۱٬۳۴۰ نفر جمعیت دارد و ۳٬۲۶۳ متر بالاتر از سطح دریا واقع شده‌است.